# Varenicline
Varenicline is een middel ter ondersteuning van behandelingen gericht op het ontwennen van een rookverslaving. Het middel wordt op de markt gebracht door Pfizer onder de merknamen Champix (EU) en Chantix (VS). Sinds mei 2006 toegelaten in de Verenigde Staten, waar het sinds 1 augustus 2006 wordt verkocht. In de Europese Unie is het sinds 29 september 2006 toegelaten, in Nederland is het sinds 2 maart 2007 verkrijgbaar.
Varenicline heeft in de hersenen een werking die op een aantal punten overeenkomt met de werking van nicotine. Daardoor doet het de hunkering naar tabak afnemen.

## Gebruik en dosering
Varenicline wordt geleverd in tabletten van 0,5 mg en 1 mg. De normale dosering is tweemaal daags 1 mg. De behandeling mag 12 weken worden voortgezet. Indien de poging tot stoppen succesvol is, kan het gebruik met nogmaals 12 weken worden verlengd.
De fabrikant beveelt aanvullende parallelle therapie aan om de kans op succes te vergroten.

## Gebruik door jongeren en tijdens zwangerschap
Er zijn nog geen (resultaten van) onderzoeken onder personen jonger dan 18 jaar en/of zwangere vrouwen beschikbaar. Aan hen wordt het gebruik daarom afgeraden. Voor zogende moeders wordt het gebruik eveneens afgeraden omdat het middel via de melk in de zuigeling kan geraken en het effect op zuigelingen niet bekend is.

## Waarschuwing na registratie
In maart 2015 waarschuwde de FDA dat varenicline de gevolgen van alcoholgebruik opmerkelijk kan versterken. Vanwege eerder nog relatief onbekende bijwerkingen zoals verwondingen door (verkeers)ongelukken en valincidenten, verstoring van de visus en het hartritme, epileptische aanvallen, tremoren, spasmen, en huidreacties zoals het Stevens-Johnsonsyndroom, mogen piloten en bus- en vrachtwagenchauffeurs in de Verenigde Staten geen varenicline meer gebruiken.

## Werking
Varenicline is een agonist van het α4β2 subtype van de nicotinereceptoren. Daarnaast werkt het op α3β2, in mindere mate op α3β2 en α6, en bevattende receptoren. Totaal agonisme werd vertoond op α7 receptoren.

## Bijwerkingen

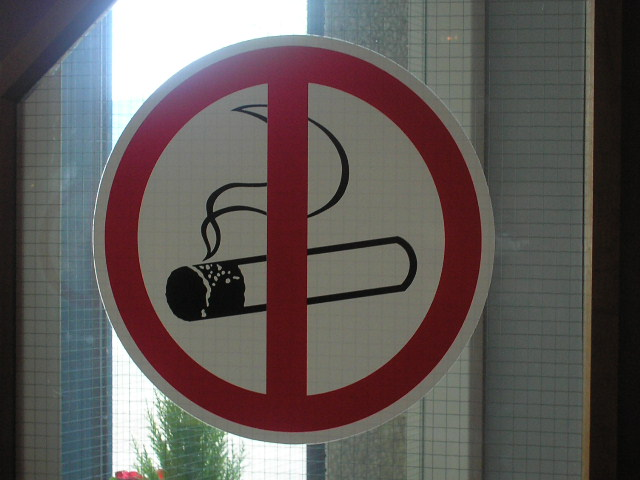
Bord met pictogram van verboden te roken.

Tot de mogelijke bijwerkingen behoren:
- agressiviteit: Recent werden 31 geneesmiddelen geïdentificeerd die gewelddadigheid en agressiviteit kunnen veroorzaken. Varenicline scoort (samen met SSRI-antidepressiva) het hoogst en meest consistent als veroorzaker van gewelddadig gedrag.[4]
- misselijkheid
- hoofdpijn
- overgeven
- winderigheid
- slapeloosheid
- eigenaardige dromen
- verlies van smaak (zintuig)
- suïcidale gedachten